# Coelodoniella garnieri
Coelodoniella garnieri là một loài bọ cánh cứng trong họ Cerambycidae.